# Slovintser
Slovintser, slovinzer eller slovincer är en västslavisk folkgrupp i Pommern vid Östersjökusten. Folkgruppen är kasjuberna närstående, men är numera helt förtyskad. Deras språk, slovintsiska, ses vanligen som en dialekt av kasjubiska.